# Хосе Марія Басанта
Хосе Марія Басанта (ісп. José María Basanta, нар. 3 квітня 1984, Трес-Сархентос) — аргентинський футболіст, захисник італійського клубу «Фіорентіна» та національної збірної Аргентини.

## Клубна кар'єра
У дорослому футболі дебютував 2003 року виступами за команду клубу «Естудьянтес», в якій провів три сезони, взявши участь в 11 матчах чемпіонату.
Протягом 2006—2007 років захищав кольори команди клубу «Олімпо».
Своєю грою за останню команду знову привернув увагу представників тренерського штабу клубу «Естудьянтес», до складу якого повернувся 2007 року. Цього разу відіграв за команду з Ла Плати наступний сезон своєї ігрової кар'єри.
До складу мексиканського клубу «Монтеррей» приєднався 2008 року. Відіграв за команду з Монтеррея 208 матчів у національному чемпіонаті.
1 серпня 2014 року перейшов до італійської «Фіорентіни» за 2,5 мільйона євро.

## Виступи за збірну
2013 року дебютував в офіційних матчах у складі національної збірної Аргентини. Наразі провів у формі головної команди країни 12 матчів. Учасник фінальної частини чемпіонату світу 2014 року.
| Дата       | Місто      | Господарі | Результат | Гості                | Турнір            | Голи | Примітки |
| ---------- | ---------- | --------- | --------- | -------------------- | ----------------- | ---- | -------- |
| 26-03-2013 | Ла-Пас     | Болівія   | 1 – 1     | Аргентина            | Відбір до ЧС 2014 | -    |          |
| 11-06-2013 | Кіто       | Еквадор   | 1 – 1     | Аргентина            | Відбір до ЧС 2014 | -    |          |
| 14-06-2013 | Гватемала  | Гватемала | 0 – 4     | Аргентина            | товариський матч  | -    |          |
| 14-08-2013 | Рим        | Італія    | 1 – 2     | Аргентина            | товариський матч  | -    |          |
| 10-09-2013 | Асунсьйон  | Парагвай  | 2 – 5     | Аргентина            | Відбір до ЧС 2014 | -    |          |
| 15-10-2013 | Монтевідео | Уругвай   | 3 – 2     | Аргентина            | Відбір до ЧС 2014 | -    |          |
| 18-11-2013 | Сент-Луїс  | Аргентина | 2 – 0     | Боснія і Герцеговина | товариський матч  | -    |          |
| Усього     |            | Матчів    | 7         |                      | Голів             | 0    |          |

## Титули і досягнення
- Віце-чемпіон світу: 2014